# Die große Scheidung
Die große Scheidung (auch Die große Scheidung – Oder zwischen Himmel und Hölle, Originaltitel The Great Divorce) ist der Titel eines 1945 erschienenen christlichen Fantasy-Romans des britischen Literaturprofessors und Schriftstellers C. S. Lewis. Das Buch versucht im Format einer fiktiven Traumerzählung das christliche Konzept vom Jenseits zu beschreiben und legt dabei den Schwerpunkt auf die Bedeutung der Trennung zwischen Himmel und Hölle.
Die Hauptthemen des Romans sind die Bedeutung der moralischen Entscheidungen des einzelnen Menschen und die Unvereinbarkeit von Gut und Böse, anhand dessen sich dann der Weg der Menschen Richtung Himmel oder Hölle entscheidet.